# Человек в беде
Человек в беде (чеш. Člověk v tísni) — чешская некоммерческая организация, оказывающая гуманитарную, правозащитную, социальную и образовательную помощь. Основана в 1992 году. С 1994 года вручает премию «Человек человеку». Работала более чем в пятидесяти странах мира. По состоянию на 2020 год продолжает работать в более чем в двадцати странах мира.
Включена в список нежелательных организаций Минюста России.

## История
Фонд был основан в 1992 году ведущим представителем студенческого движения во время Бархатной революции Шимоном Панекем, и журналистом и военным корреспондентом Яромиром Штетиной, специализирующимся на конфликтах в постсоветском пространстве. Фонд начал работу под патронажем газеты Lidové noviny и назывался «Фонд Lidové noviny». Спустя два года, фонд поменял название и стал называться «Фонд Человек в беде при Чешском телевидении». В 1999 году фонд получил свое нынешнее название «Человек в беде».